# Jeffrey Steingarten
Jeffrey L. Steingarten (31 de mayo de 1942) es un escritor gastronómico de los Estados Unidos. Es crítico gastronómico de la revista Vogue desde 1989.

## Carrera
Su libro de ensayos humorísticos sobre comida de 1997, titulado The Man Who Ate Everything, recibió el premio Borders de 1998 por escritura literaria sobre comida de la Asociación Internacional de Profesionales Culinarios. El libro ha sido traducido al chino, japonés, coreano, holandés, alemán, portugués y checo. The New York Times Book Review comentó: «Un libro maravilloso... brillante... un triunfo. Parte libro de cocina, parte cuaderno de viaje, parte tratado médico y científico. Steingarten escribe con maravillosa facilidad, claridad y humor». Hendrick Hertzberg, de la revista New Yorker, observa que su escritura está «tan bien preparada, tan hábilmente sazonada y tan llena de sabrosas sorpresas... que si fuera una comida, incluso el propio Sr. Steingarten tendría dificultades para encontrarle defectos».
En 2002, Steingarten publicó una segunda colección de ensayos, que tituló It Must've Been Something I Ate: The Return Of The Man Who Ate Everything. Ambos libros son publicados por Knopf y Vintage. Las piezas de Steingarten también han aparecido en The New York Times, Men's Vogue y Slate Magazine. Trabajando con Ed Levine, fue coanfitrión del programa New York Eats, que se emitió entre 1998 y 2000 en un canal local de Metro. Steingarten se desempeña con frecuencia como juez en el programa Iron Chef America de Food Network, y también ha sido juez en la segunda temporada de The Next Iron Chef. En los programas de Iron Chef, Steingarten tiende a ser el más crítico y técnicamente específico de los tres jueces.
Su padre fue el abogado Henry Steingarten, quien representó, entre sus muchos clientes, al pionero del rock and roll Jimi Hendrix. Jeffrey Steingarten se graduó de la Universidad de Harvard en 1965, donde fue funcionario de la revista Harvard Lampoon, y de la Facultad de Derecho de Harvard, donde fue miembro de la Oficina de Ayuda Legal de Harvard, en 1968. Trabajó como asistente del alcalde de Boston, Kevin White, con el futuro representante del Congreso, Barney Frank. Steingarten dejó su carrera legal en 1989 y se unió a la revista Vogue como crítico gastronómico.
El Día de la Bastilla de 1994, en reconocimiento a sus escritos sobre la gastronomía francesa, Steingarten fue nombrado Caballero de la Orden del Mérito por la República de Francia. Sus columnas mensuales en Vogue le han valido un National Magazine Award y casi una docena de premios y nominaciones James Beard. William Rice, del Chicago Tribune, nombró a Steingarten «nuestro escritor gastronómico más original e investigador», y The Wall Street Journal lo aclamó como «uno de los primeros ciudadanos de la gastronomía».